# Megastigmus quadrifasciativentris
Megastigmus quadrifasciativentris är en stekelart som beskrevs av Girault 1915. Megastigmus quadrifasciativentris ingår i släktet Megastigmus och familjen gallglanssteklar. Inga underarter finns listade i Catalogue of Life.